# 公益网站“百色助学”性侵案
百色助学达人性侵案是2016年曝光的中国大陆强奸案和中国大陆校园性暴力案，王杰借助公益助学网站「百色助学」诱奸女孩。
2006年3月，王杰以个人名义成立了一个公益性助学网站“百色助学网”。起初网站几名创办人和志愿者们做到每位贫困学生的资料网上公开，捐款公开，用途公开，后来几个和王杰共同创办网站的伙伴以及志愿者相继离开了网站，此后，网站几乎由王杰一个人操办。王杰称网站成立以来，有一万多名爱心人士参与捐款，四千多名贫困学生受到资助，募捐善款累计达到七百多万元。王杰被当地媒体称为“大山里的天使”、人间的“阿波罗”。但是网站上公布的联系方式是王杰个人的，募捐帐号是王杰在工商银行开户的个人账户，而且百色助学网没有到当地民政部门注册备案，网站不具备有合法资质。广西电视台《海案线》记者调查得知王杰克扣助学金以及诱奸女孩的行为。
2015年8月13日晚20:00，广西电视台《新闻在线》栏目报道播出王杰利用百色助学网蒙蔽爱心人士，欺骗并伤害山区女童。当晚23时40分，隆林警方对王杰实施控制。
2016年10月13日，广西壮族自治区百色市隆林各族自治县人民法院宣判，百色助学网负责人王杰犯强奸罪、诈骗罪，被判处有期徒刑16年。